# Catarina, Princesa Herdeira da Iugoslávia
Catarina, Princesa Herdeira da Jugoslávia (nascida Catarina Clairy Batis; 13 de novembro de 1943, Atenas) é a esposa de Alexandre, Príncipe Herdeiro da Iugoslávia.

## Biografia
Catarina foi educada em Atenas e Lausana, Suíça. Ela estudou administração na Universidade de Denver, Colorado e na Universidade de Dallas, Texas. Catarina trabalhou no negócio por alguns anos nos Estados Unidos.
Em 25 de novembro de 1962, Catarina se casou com Jack Walter Andrews (1933-2013). Desde que o casamento tem dois filhos, David e Alison. Alison tem quatro filhos: Amanda, Stephanie, Nicolas e Michael; David tem um filho Alexander, nascido em 1 de março de 2008.   Tanto Alison e David viver na Grécia. Caterina tem viajado extensivamente e viveu na Austrália, África e Estados Unidos. Katherine e Jack Andrews se divorciaram em 7 de dezembro de 1984.
Catarina conheceu seu segundo marido, Alexandre, Príncipe Herdeiro da Iugoslávia em Washington, D.C., em 1984, e eles se casaram em Londres, civilmente em 20 de setembro 1985 e religiosamente no dia seguinte, em 21 de Setembro de 1985, a Igreja Ortodoxa St. Sava Serbian, Notting Hill. Seu padrinho era Constantino II da Grécia, e a testemunha era príncipe Tomislav da Jugoslávia, tio de príncipe herdeiro Alexandre.
Catarina fala grego, inglês, francês, um pouco de espanhol, e agora sérvio. Ela gosta de música, leitura, culinária, teatro e esqui.

## Títulos, estilos, e honras

### Títulos e estilos
- 13 de novembro de 1943 - 25 de novembro de 1962: Senhorita Catarina Clairy Batis
- 25 de novembro de 1962 - 07 de dezembro de 1984 : Sra. Catarina Clairy Andrews
- 7 de dezembro de 1984 - 21 de setembro de 1985: Sra. Catarina Clairy Batis
- 21 de setembro de 1985 - presente: Sua Alteza Real Catarina, princesa Herdeira da Iugoslávia